# Trimetrogon
Trimetrogon es un método de relevamiento aerofotogramétrico creado poco después de la Segunda Guerra Mundial que consiste en la utilización de tres cámaras sincronizadas. La primera cámara se enfoca en forma perpendicular a la superficie terrestre, mientras que las otras dos cubren lateralmente un ángulo de 30° o más. La superposición de las imágenes obtenidas permite un análisis estereográfico de la topografía correspondiente a la zona sobrevolada.
El nombre proviene de Metrogon, nombre que tenían las cámaras provistas por Bausch & Lomb para el primer sistema utilizado.
El sistema se utilizó para cartografiar vastas superficies de la Antártida.